# Warrior of the Lost World
Warrior of the Lost World es una película de acción y ciencia ficción de 1983, dirigida por David Worth y protagonizada por Robert Ginty, Persis Khambatta y Donald Pleasence. En 1983 durante la gran popularidad que tuvo la trilogía de Mad Max y y como ella está ambientada en un mundo postapocalíptico.

## Argumento
Varias décadas después de la devastación causada por las guerras atómicas, Prossor, el déspota del mal, con la ayuda de un ejército de soldados conocidos como Omega, ha tomado el poder de lo que queda del mundo civilizado esclavizando a la gente a través del lavado de cerebro. Un grupo de valientes se reunieron en Nueva Forma con la ayuda de algunos ancianos conocidos como los Illuminati en una guerra de guerrillas contra Omega. Para ayudar a estos valientes llega, por casualidad, un guerrero sin nombre que viene a la fortaleza de Nueva Forma a bordo de su motocicleta.
El guerrero, aunque muy a regañadientes, se une a Nastasia para liberar a su padre, jefe de la Nueva Forma. Infiltrados en la capital Omega, los dos logran liberar al profesor, pero solo unos pocos pasos tras la fuga Nastasia es a su vez capturado.
El Profesor McWayne y el guerrero consiguen obtener la alianza de las distintas bandas de todo el territorio Omega (karateka, los soldados, amazonas, punks, desertores) y establecer una columna del ejército que lanza un asalto a la fortaleza de Prossor; Nastasia mientras tanto ha sido sometido a lavado de cerebro. 
Después de una breve escaramuza en el camino con los soldados Omega, algunos voluntarios se infiltran en la capital de Omega y dos amazonas atacan el principal generador con éxito. Prossor intenta eliminar al Guerrero, pero el truco se vuelve contra él. O, mejor dicho, se vuelve contra un clon robótico que el déspota vil había colocado en su lugar y es quien recibe una abundante dosis de plomo.
Mientras que la Nueva Forma celebra la victoria, el Prossor real va a escondidas con la ayuda de un traidor, jurando vengarse de los "animales" que lo han derribado. El guerrero parte en su moto, ya reparada, tras de la escaramuza, después de un último beso intercambiado con Nastasia.

## Reparto Parcial
- Robert Ginty	 ...	The Rider
- Persis Khambatta	 ...	Nastasia
- Donald Pleasence	 ...	Prossor
- Fred Williamson	 ...	Henchman
- Harrison Muller Sr.	 ...	McWayne
- Philip Dallas	 ...	Elder